# ワシントンブルーズ
ワシントンブルーズ（Washington Blues）は、米英戦争中のブラーデンスバーグの戦い、およびノースポイントの戦いに参加したメリーランド州の州兵部隊である。

## 結成と活躍

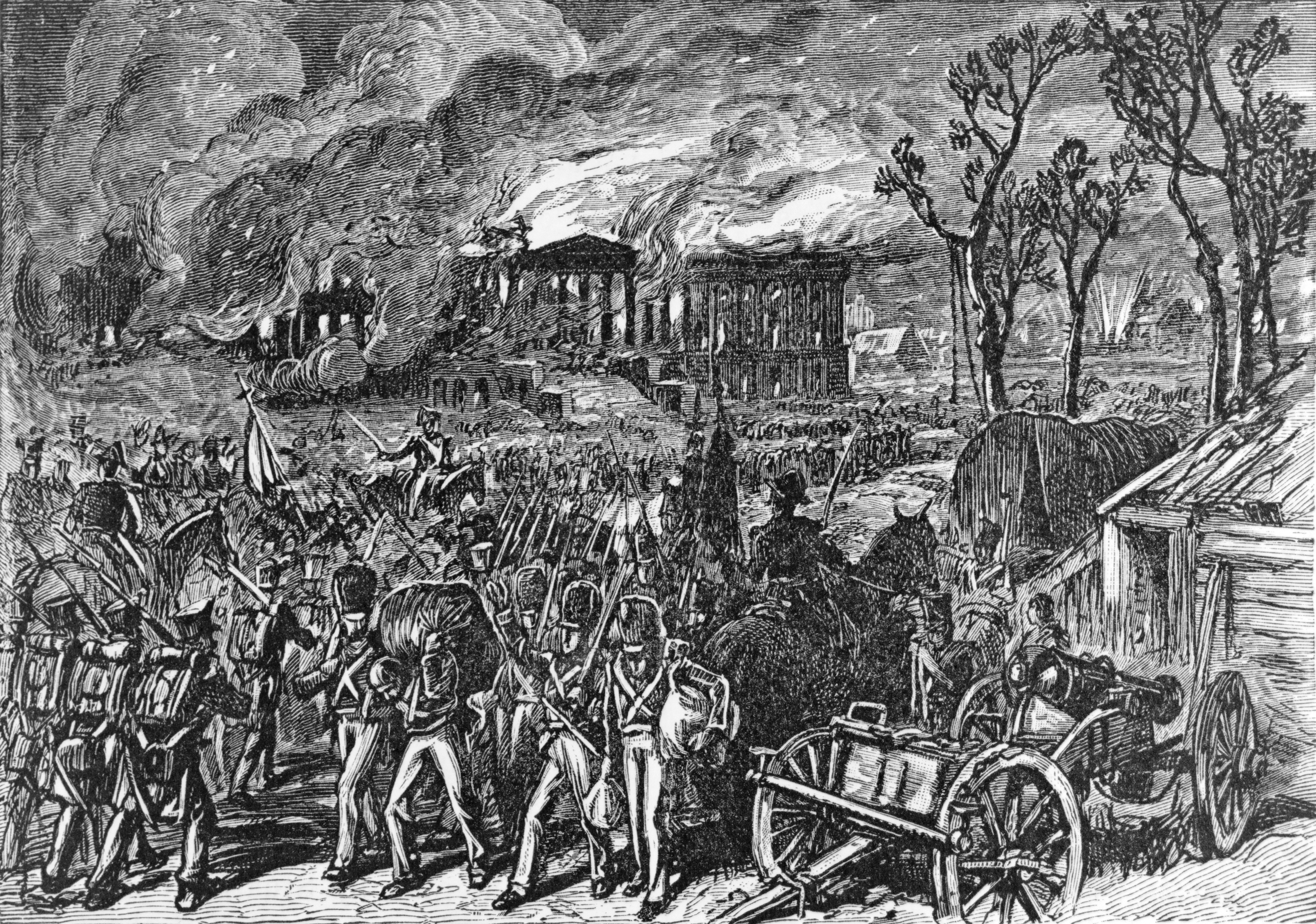
ブラーデンスバーグの戦いの勝利後、ワシントンDCに火を放つイギリス軍

米英戦争勃発時、ジョージ・H・ステュアートはメリーランドで志願兵を募って部隊を創設した。これがワシントンブルーズとして知られる部隊である。陸軍中佐スターレット率いる、第5メリーランド連隊の一部であった。1814年8月24日のブラーデンズバーグの戦いに参戦したが、この戦いでは、第5連隊をはじめとするアメリカ軍は、イギリス軍に完敗を喫した。第5連隊は「勇敢なアメリカ人の抵抗を標榜する傾向があった」にもかかわらず、イギリス軍に挟み撃ちにされ、混乱のうちに退却を余儀なくされた。
ステュアートの軍は、ノースポイントの戦いでは、前回よりも健闘した。数時間にわたって前線をよく守ったが、その後戦闘を交えつつも退却した。ステュアートはこれで重傷を負った。いくつかの州兵連隊、例えば第51連隊、そして第39連隊の何人かの兵はちりぢりになって銃火を浴びながら逃げまどったが、第5連隊と第27連隊は落ち着いており、前進してくる敵に一撃を浴びせながら、ほどよく秩序を保ちながら退却できた。第5連隊伍長のジョン・マクヘンリーは、戦闘報告書に次のように書いている。
我々の第5連隊は、他の連隊の称賛を得た。この部隊に属することで、私もまた光栄に浴している。他の連隊と比べて、我々が戦場を去ったのは最後だった…あの時退却しなかったら、2分間で敵に退路を断たれていただろう。—

## 著名な隊員
- トマス・ラックル

ワシントンブルーズの伍長で、看板書きとガラス屋を営んでおり、アマチュアの画家でもあった。ラックルの手になる「ノースポイントの戦い」（The Battle of North Point、上記インフォボックス参照）と「ボルチモアの防御」（The Defense of Baltimore）は、状況の説明を聞いてから短時間のうちに描かれたもので、現在はメリーランド歴史協会に収蔵されている。
- ジョージ・H・ステュアート

メリーランド州兵隊の大尉から後に少将、そして最高指揮官に昇進し、1841年から1861年まではメリーランド州兵隊第一軽歩兵師団の指揮官をも務めた。

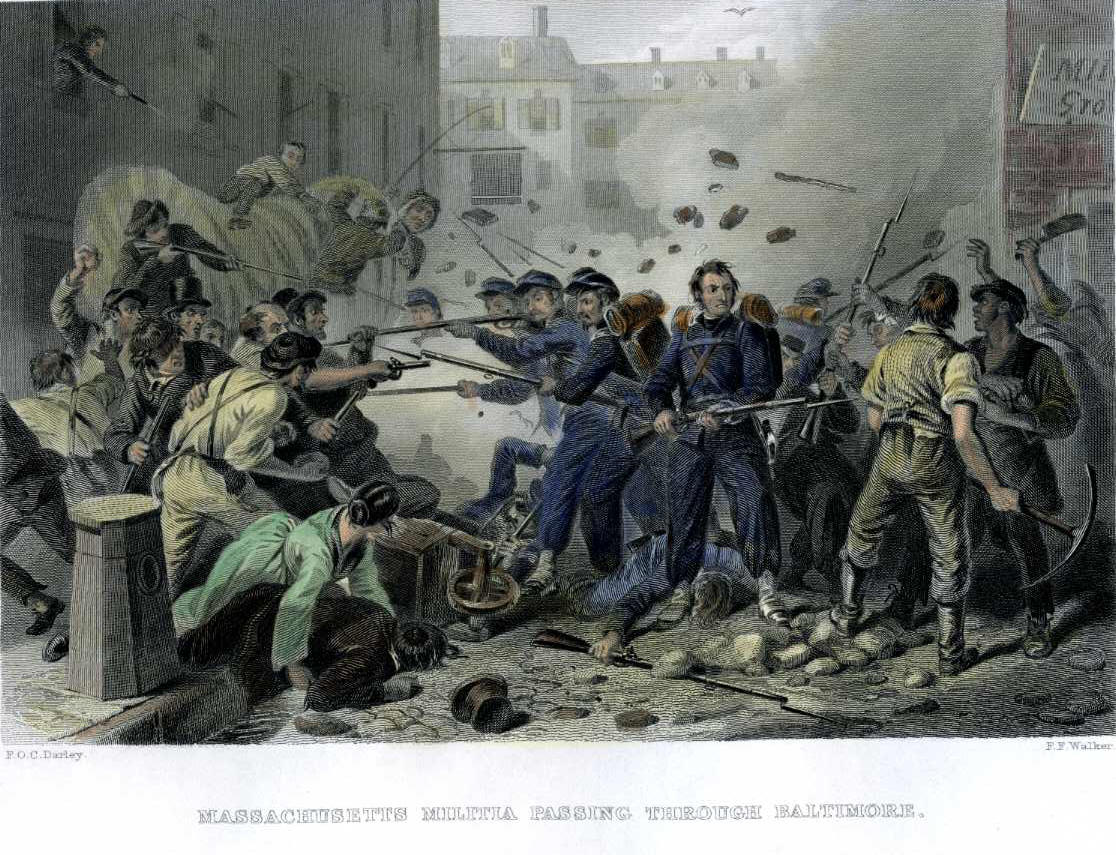
ボルティモア暴動

1861年4月19日、南北戦争が始まって間もない時期に、ボルティモアが暴動によって破壊され、南軍（南部同盟）への同調派が、町を列車で通過していた北軍 (Union Army) を攻撃した。ステュアート自身は南部同盟に共感しており、このことを恐らく知っていたであろう知事のトマス・ヒックスは、暴動鎮圧に州兵を召集しなかった。
5月13日、北軍はメリーランド州を占拠し、秩序を回復して南部同盟の利益となるような投票を妨害した。ステュアートは南北戦争の間は南部に転居し、その結果、彼の資産は連邦政府から大部分が差し押さえられた。しかしながら、南軍の新生メリーランド部隊の多くは、ステュアートの州兵隊からの抜擢によるものだった。